# Craterogale
Craterogale — вимерлий рід хижих, що знайдений у таких країнах: США (Флорида, Небраска) (4 колекції). Рід містить такі види: Craterogale simus.